# الكوبلية

تعديل مصدري - تعديل

الكوبليه هي إحدى قرى عزلة جعار بمديرية خنفر التابعة لمحافظة أبين، بلغ تعداد سكانها 39 نسمة حسب تعداد اليمن لعام 2004.